# Litsea gongshanensis
Litsea gongshanensis är en lagerväxtart som beskrevs av Hsi Wen Li. Litsea gongshanensis ingår i släktet Litsea och familjen lagerväxter. Inga underarter finns listade i Catalogue of Life.